# Љуби ми се
Љуби ми се је мини-албум Романе Панић из 2009. године. Љуби ми се садржи истоимену песму и једну бонус песму. Мини-албум је издат за City Records. Текст песме Љуби ми се је написала Јелена Трифуновић, док је за песму Eyes on me текст написали Chey'n и Sniper.

## Списак песама
| №  | Назив      | Трајање |  |
| 1. | Љуби ми се |         |  |
| 2. | Eyes on me |         |  |